# 撫養町小桑島
撫養町小桑島（むやちょうこくわじま）は、徳島県鳴門市の大字。郵便番号は772-0012。

## 地理
鳴門市の東部に位置する。北は撫養町大桑島に接し、南から西は撫養町斎田に接し、東は撫養川に接する。住宅地及び商業地として利用される。国道28号・JR鳴門線が走り、鳴門駅がある。駅前東側には歓楽街がある。

### 河川
- 撫養川

## 歴史
地内の大半は、かつては塩田であった。

### 沿革
江戸期から明治22年にかけては板東郡および板野郡の小桑島村であった。寛文4年より板野郡に属する。明治22年に同郡撫養町の大字となった。1947年（昭和22年）3月には鳴南市、同年5月より現在の鳴門市の字名となる。

## 世帯数と人口
2022年（令和4年）7月31日現在の世帯数と人口は以下の通りである。
| 町丁         | 世帯数  | 人口    |
| ------------ | ------- | ------- |
| 撫養町小桑島 | 932世帯 | 1,836人 |

## 小・中学校の学区
市立小・中学校に通う場合、学区は以下の通りとなる。
| 番地 | 小学校             | 中学校             |
| ---- | ------------------ | ------------------ |
| 全域 | 鳴門市立桑島小学校 | 鳴門市立第一中学校 |

## 交通

### 鉄道
現在の鳴門駅は、撫養土地区画整備事業による国道11号路線変更に伴い、1970年（昭和45年）2月に撫養町斎田の鳴門郵便局西横から移転されたものである。
- JR鳴門線 鳴門駅

### バス
鳴門市地域バス・徳島バス
- 鳴門駅前

### 道路
国道
- 国道28号

## 施設
1974年（昭和49年）4月にジャスコが開業し、ジャスコを中心に店舗が広がり、商店街が形成されていたが、2004年（平成16年）2月にジャスコが閉店した。
- 光徳寺（阿波西国三十三観音霊場15番札所）